# Olajbarna pókhálósgomba
Az olajbarna pókhálósgomba (Cortinarius melanotus) a pókhálósgombafélék családjába tartozó, Európában honos, lombos erdőkben és fenyvesekben élő, nem ehető gombafaj. 

## Megjelenése
Az olajbarna pókhálósgomba kalapja 2-5 cm széles, alakja sokáig domború, idősen szélesen kiterülő, közepén megmaradhat a púpja. Széle aláhajló. Felszíne sűrűn, finoman pikkelykés. Színe olívsárgás vagy sötét olívzöldes, később olajbarna.  
Húsa vastag, színe világos sárgászöld. Szaga és íze retekre emlékeztet. 
Ritka vagy közepesen sűrű lemezei tönkhöz nőttek, sok a féllemez. Színük fiatalon olívsárgás, éretten olívbarnák.
Tönkje 2-4 cm magas és max. 1,5 cm vastag. Alakja hengeres. Színe sárgás vagy sárgásolív alapon barnán pikkelykés, a gallérzóna (a fiatal gomba lemezeit védő fátyolszerű vélum maradványa) alatt sötétebb szálas.
Spórapora okkerbarna. Spórája elliptikus, felszíne kissé rücskös, mérete 6,5-8 x 4,5-5 µm.

### Hasonló fajok
Az olajzöldes pókhálósgomba és az aprópikkelyes pókhálósgomba hasonlít hozzá. 

## Elterjedése és termőhelye
Európában honos. Magyarországon ritka. 
Lombos erdőben, ritkán fenyvesben él, elsősorban bükk és luc alatt. Szeptember-októberben terem.  
Nem ehető. 